# Maesycrugiau Manor
Maesycrugiau Manor ist ein Herrenhaus in Carmarthenshire in Wales. Das als Kulturdenkmal der Kategorie Grade II geschützte Anwesen liegt etwa ein Kilometer südöstlich der Pfarrkirche von Llanllwni.

## Geschichte
Bereits im 16. Jahrhundert befand sind an der Stelle des heutigen Herrenhauses ein Manor House im elisabethanischen Stil. Durch seine Heirat mit Maud Jones, der Tochter und Erbin von John Jones († 1877), erwarb Richard Mansel, 12. Baronet 1878 das Anwesen. Nachdem das alte Herrenhaus 1902 durch einen Brand zerstört worden war, ließ sein Sohn Sir Courtenay Mansel von 1903 bis 1905 nach Plänen des Londoner Architekten Arnold Mitchell ein neues Herrenhaus im Neo-Tudorstil errichten. Ursprünglich sollte das Haus eine nahezu symmetrische, E-förmige Gartenfront und eine unregelmäßig gestaltete Eingangsfront erhalten. Die Pläne wurden jedoch nicht vollständig ausgeführt. Nur der Wirtschaftsflügel und ein Teil des Haupthauses wurden vollendet. Dennoch gilt das Herrenhaus als ambitionierter Versuch, in einem Gebäude des edwardianischen Zeitalters alte Architektur mit moderner Technik zu verbinden. Nachdem das Haus nach dem Zweiten Weltkrieg unbewohnt war und verfiel, wurde es 2000 von einem Privatmann gekauft und dient nach einer Totalrestaurierung teilweise als Ferienhaus. Am 24. Juni 2003 wurde es als Kulturdenkmal unter Schutz gestellt.

## Anlage
Während das Äußere des Hauses im Neo-Tudorstil errichtet wurde, ist es im Inneren mit doppelten Wänden zur Wärmedämmung, zentraler Heizung und weiterer, zur Erbauungszeit modernster Technik ausgestattet.

### Äußeres
Das Hauptgebäude ist sowohl ein- wie auch zweigeschossig und wird von einem dreigeschossigen Torturm dominiert. An den Turm grenzt der eingeschossige Wirtschaftsflügel, so dass der Grundriss aus einem langgestreckten L besteht. Die Außenmauern sind aus Bossenwerk mit Fensterfassungen aus Bath Stone ausgeführt. Der flachgedeckte Turm besitzt ein Eingangsportal mit Tudorbogen, durch die Anordnung der Fenster sowie durch einen achteckigen Eckturm ist der Turm asymmetrisch gestaltet. Rechts an den Turm grenzt der eingeschossige Billardraum, dahinter grenzt im rechten Winkel das zweigeschossige Haupthaus, das ebenfalls unregelmäßig angeordnete, teils vierachsige Fenster besitzt.

### Inneres
Von den geplanten Repräsentationsräumen wurden nur der Speisesaal und der Billardraum ausgeführt, während die Halle, der Drawing Room und die Bibliothek nicht errichtet wurden. Der Speisesaal ist zweigeschossig und besitzt noch eine Stuckdecke, die originale Holztäfelung und einen Kamin. 

### Garten
Auf der Südseite dem Herrenhaus befindet sich eine Terrasse mit einem formal angelegten, rechteckigen Teich. Das Anwesen wird weiter von einem Garten mit alten Baumbestand umschlossen.